# Zalacaín el aventurero
Zalacaín el aventurero es una novela del escritor español Pío Baroja. La primera edición fue impresa en 1908 y hoy ocupa un lugar de honor en la biblioteca de los clásicos españoles. La novela fue adaptada al cine, ya en vida de Baroja, en 1928 y en 1955 por el director Juan de Orduña. Pertenece a la tetralogía «Tierra vasca», en la que también se incluyen La casa de Aitzgorri (1900), El mayorazgo de Labraz (1903) y La leyenda de Jaun de Alzate (1922). Fue incluida en la lista de las 100 mejores novelas en español del siglo XX del periódico español El Mundo.

## Sinopsis
La obra narra varias de las aventuras y desventuras de un muchacho vasco, Martín Zalacaín, nacido en la villa  imaginaria de Urbía o Urbide, criado por un viejo pariente, Tellagorri, cínico de la taberna de Arkale. Su hermana, Ignacia o «la Iñasi», es pretendida de amores por el señorito Carlos de Ohando, su enemigo y hermano de Catalina de Ohando, a la que Zalacaín ama. Para evitar que Carlos engañe a su hermana Ignacia, Martín la casa con un amigo suyo, Bautista Urbide, ayudante del panadero del pueblo. El matrimonio se irá a vivir a Zaro, un pueblo vascofrancés, pero luego Bautista acompañará a Martín Zalacaín en muchas de sus andanzas durante el estallido de la tercera guerra carlista.